# Roy Romer
Roy Romer, né le 31 octobre 1928 à Garden City, dans le Kansas, est un homme politique américain, gouverneur du Colorado de 1987 à 1999. Il est également président du Comité national démocrate de 1997 à 1999.